# Pherbellia causta
Pherbellia causta är en tvåvingeart som först beskrevs av Friedrich Georg Hendel 1913.  Pherbellia causta ingår i släktet Pherbellia och familjen kärrflugor.
Artens utbredningsområde är Taiwan. Inga underarter finns listade i Catalogue of Life.